# Шугаг (комуна)
Шугаг (рум. Șugag) — комуна у повіті Алба в Румунії. До складу комуни входять такі села (дані про населення за 2002 рік):
- Арць (307 осіб)
- Бирсана (206 осіб)
- Добра (525 осіб)
- Жидоштіна (84 особи)
- Мертініє (548 осіб)
- Теу-Бістра (290 осіб)
- Шугаг (1279 осіб) — адміністративний центр комуни

Комуна розташована на відстані 244 км на північний захід від Бухареста, 33 км на південь від Алба-Юлії, 111 км на південь від Клуж-Напоки.

## Населення
За даними перепису населення 2002 року у комуні проживали 3239 осіб.
Національний склад населення комуни:
| Національність | Кількість осіб | Відсоток |
| -------------- | -------------- | -------- |
| румуни         | 3211           | 99,1%    |
| угорці         | 25             | 0,8%     |
| німці          | 2              | 0,1%     |

Рідною мовою назвали:
| Мова      | Кількість осіб | Відсоток |
| --------- | -------------- | -------- |
| румунська | 3213           | 99,2%    |
| угорська  | 23             | 0,7%     |
| німецька  | 2              | 0,1%     |

Склад населення комуни за віросповіданням:
| Релігія                                       | Кількість осіб | Відсоток |
| --------------------------------------------- | -------------- | -------- |
| православні                                   | 3179           | 98,1%    |
| п'ятдесятники                                 | 24             | 0,7%     |
| римо-католики                                 | 21             | 0,6%     |
| реформати                                     | 8              | 0,2%     |
| баптисти                                      | 2              | 0,1%     |
| унітарії                                      | 2              | 0,1%     |
| лютерани (Синодально-пресвітеріанська церква) | 2              | 0,1%     |
| лютерани (Аугсбурзького сповідання)           | 1              | < 0,1%   |